# Ciro I
Ciro I (persa antiguo Kuruš), rey de Anshan desde el año 600 al 580 a. C., o según otros desde 652 al 600 a. C. Su nombre en persa moderno es کوروش, mientras que en griego fue llamado Κῦρος.
Ciro fue uno de los primeros miembros de la dinastía aqueménida. Al parecer, era nieto de su fundador Aquemenes, e hijo de Teispes de Anshan. Los hijos de Teispes dividieron el reino entre ellos después de su muerte. Ciro gobernó como rey de Anshan, mientras que su hermano Ariaramnes fue posiblemente rey de Persia.
La cronología de este acontecimiento es incierta. Esto se debe a que se presume que Ciro fue identificado también (aún en debate) como el monarca conocido como "Kurash de Parsumas". Kuras es mencionado por primera vez en el año 652 a. C. En ese año, Shamash-shum-ukin, el rey de Babilonia (668-648 a. C.) se rebeló contra su señor y hermano mayor, Asurbanipal, rey de Asiria (668-627 a. C.). Se dice que Kurash tenía una alianza militar con este último. La guerra entre los dos hermanos terminó en el 648 a. C., con la derrota y el aparente suicidio de Shamash-shum-ukin.
Se menciona a Kurash otra vez en 639 a. C. En ese año, Assurbanipal se las arregló para derrotar al Imperio elamita y convertirse en el señor de sus aliados. Al parecer, Kuras estaba entre ellos. El más viejo de sus hijos, "Arukku", según se informa fue enviado hacia Asiria para pagar el tributo a su rey. Entonces Kuras desaparece de los expedientes históricos. Su identificación sugerida con Ciro ayudaría a conectar la dinastía Aqueménida con los acontecimientos principales del siglo VII a. C.
Assurbanipal murió en 627 a. C. Al parecer, Ciro continuó pagando tributo a sus hijos y sucesores, Assur-etil-ilani (627 - 623 a. C.) y Sin-shar-ishkun (623 a. C. - 612 a. C.). Estos tuvieron que hacer frente a una alianza entre Ciáxares de Media (633 - 584 a. C.) y Nabopolasur de Babilonia (626 - 605 a. C.), quienes lograron capturar las capitales imperiales de  Asiria en el 612 a. C. (Assur, Kalkhu y Nínive), dando fin al Imperio asirio; aunque restos del ejército asirio bajo el mando de Ashur-uballit II (612 - 609 a. C.) todavía continuaron resistiéndose en Harrán.
Media y Babilonia compartieron las tierras controladas anteriormente por los asirios. Al parecer, Anshan cayó bajo control de estos. Se considera que Ciro terminó sus días bajo el señorío de Ciáxares, o de su hijo Astiages (584 a. C. - 550 a. C.). Ciro fue sucedido por su hijo Cambises I de Anshan. Su nieto sería conocido como Ciro el Grande, creador del Imperio persa.
Se ha observado que esta cronología de su vida y de su reinado colocaría sus primeras actividades a más de un siglo antes de su nieto. Esto supondría que engendraría a Cambises en una época tardía de su vida, y que su muerte aconteció durante una edad muy avanzada. Se ha discutido que Kuras y Ciro fueron figuras separadas y de relación incierta el uno con el otro. Este último entonces habría reinado a principios del siglo VI a. C. y su reinado parecería algo fuera de lugar. Debido a la carencia de suficientes registros sobre este período histórico sigue siendo incierto qué teoría es más exacta sobre los hechos.